# Leptosphaeria heufleri
Leptosphaeria heufleri är en svampart som först beskrevs av Niessl, och fick sitt nu gällande namn av Pier Andrea Saccardo 1883. Leptosphaeria heufleri ingår i släktet Leptosphaeria och familjen Leptosphaeriaceae.   Inga underarter finns listade i Catalogue of Life.